# Яр Уласова Руда
Яр Уласова Руда, Конава — річка в Україні, у Хмільницькому районі Вінницької області. Ліва притока Постолової  (басейн Південного Бугу).

## Опис
Довжина річки 24 км., похил річки — 2,0 м/км. Формується з багатьох безіменних струмків та водойм. Площа басейну 138 км².

## Розташування
Бере  початок на південному заході від села Туча. Тече переважно на південний захід через Заливанщину і у Бережанах впадає у річку Постолову, ліву притоку Південного Бугу.
Населені пункти вздовж  берегової смуги: Черепашинці, Корделівка.
Річку перетинають автомобільні дороги E50, М06.